# Caythorpe (Lincolnshire)
Caythorpe – wieś w Anglii, w hrabstwie Lincolnshire, w dystrykcie South Kesteven. Leży 24 km na południe od Lincoln i 172 km na północ od Londynu.
Miejscowość liczy 1472 mieszkańców.